# NOLAI
Het Nationaal Onderwijslab AI (NOLAI) is een Nederlandse instelling die zich richt op de integratie van kunstmatige intelligentie (AI) in het onderwijs.
Het Nationaal Onderwijslab AI werd in 2022 opgericht in samenwerking met het Nationaal Groeifonds en is gevestigd bij de Radboud Universiteit. NOLAI heeft een budget gekregen van 80 miljoen euro. De projecten worden op basis van co-creatie ontworpen en uitgevoerd.
Het doel is om digitale innovaties in het primair en voortgezet onderwijs te bevorderen. Per 1 september 2023 zijn 10 projecten van start gegaan.